# Репрезентација Пољске у хокеју на леду
Хокејашка репрезентација Пољске (пољ. Reprezentacja Polski w hokeju na lodzie mężczyzn) представља Пољску на међународним такмичењима у хокеју на леду и под окриљем је Савеза хокеја на леду Пољске.
Чланица је ИИХФ од 10. јануара 1926. године. Репрезентација Пољске је једна од тек 8 националних селекција у хокеју на леду која никада није играла у нижем рангу такмичења од Дивизије I. Прву службену утакмицу одиграли су у швајцарском Давосу 11. јануара 1926. против Аустрије (утакмицу су изгубили са 13:1).
На светским првенствима учествовали су 56 пута, а најбољи резултат остварен је 1931. када су освојили 4. место. На Олимпијским играма учествовали су 13 пута а највећи успех било је 4. место 1932.
Неки од најпознатијих хокејаша из Пољске који су играли у НХЛ лиги су Маријуш Черкавски, Пјотр Сидоркијевич и Кшиштоф Олива који су окончали каријере, те Војтек Волски који тренутно наступа за Флорида пантерсе.

## Историјат
Пољска је била редован учесник раних Зимских олимпијских игара, први пут се такмичивши на Зимским олимпијским играма 1928. године у Сент Морицу, Швајцарска, где су завршили на деветом месту од једанаест тимова. Учествовали су на свим Зимским олимпијским играма до 1956. године, са најбољим пласманом 1932. године када су освојили 4. место.
Финансирана државним средствима од угља између 1950-их и 1970-их година, пољска хокејашка репрезентација је била редован учесник на највишем нивоу, повремено изненађујући победама над Швеђанима, Финцима и Чехословачком. Светско првенство су организовали једини пут 1976. године, а утакмице су се играле у Катовицама. На овом турниру Пољска је у свом уводном мечу победила Совјетски Савез резултатом 6:4, што је била прва победа Пољске над Совјетима и једно од највећих изненађења у историји међународног хокеја. Иако је Пољска завршила на седмом месту и испала из елитне групе за наредну годину, њихова победа над СССР-ом помогла је да Совјети не освоје злато по други пут у 13 година.
На Олимпијским играма раније те године, Пољска је одиграла 5 утакмица у највишој дивизији, али је изгубила све. У првом мечу, тим је постигао четири гола против Западне Немачке, али то није било довољно, јер су изгубили резултатом 7:4. Четири дана касније, након што су претрпели тежак пораз од Совјетског Савеза, Пољаци су се суочили са Чехословачком, која је доминирала током целе утакмице и победила са 7:1. Међутим, након тестирања на допинг, утврђено је да је један чехословачки играч био позитиван, па је Пољској додељена победа резултатом 1:0, иако тим није добио бодове у табели. Са само две преостале утакмице и без бодова, Пољска више није имала шансе за медаљу, али је ипак одиграла последње две утакмице против Сједињених Америчких Држава и Финске, изгубивши их са 7:2 и 7:1.
Пољска је успела да поправи форму током четири године и одиграла је добро на Олимпијским играма 1980. године, завршивши на седмом месту од дванаест тимова. У првом мечу, Пољска је приредила велико изненађење победивши Финску резултатом 5:4, иако се Финска касније пласирала у рунду за медаље. У следећој утакмици, Пољска се суочила са Канадом и надала се још већем изненађењу. Међутим, Канађани су спречили ту могућност и победили Пољаке резултатом 5:1. У трећој утакмици, Пољска је играла против Совјетског Савеза, петоструког освајача златне медаље. Играчима је било јасно да ће то бити велики изазов, јер су раније играли против Совјета и обично губили са огромним разликама, попут 8:3, 9:3, 16:1 и 20:0. Ипак, Пољска је једном победила Совјетски Савез на Светском првенству 1976. године, а неки од играча из те утакмице још увек су били у тиму. Пољски тим је покушао да држи Совјете под контролом, али је то било превише за њих, па су Совјети тријумфовали резултатом 8:1.
Са најтежим утакмицама иза себе, Пољска је имала још једну шансу да се пласира у рунду за медаље. Суочила се са Холандијом и рано у првој трећини доспела у заостатак, али је успела да изједначи четири минута касније. Холандски тим је постигао још два гола у истој трећини и повео са 3:1. Пољски херој Вјеслав Јобчик (који је постигао хет-трик у сензационалној победи над СССР-ом 1976. године) постигао је гол којим је Пољска смањила разлику на један гол, али је Холандија узвратила са два поготка пре краја друге трећине, чиме је резултат био 5:2. Пољска је на крају изгубила утакмицу резултатом 5:3, чиме су њихове наде за пласман у рунду за медаље окончане. Пољска је одиграла још једну утакмицу против Јапана, који није победио ниједан меч на турниру и имао је само један нерешен резултат. Пољска је доминирала у првој трећини, постигавши три гола пре краја двадесетог минута. Додала је још два гола, и Јапан више није имао шансе. Коначан резултат био је 5:1 за Пољску.Коначан учинак Пољске био је 2 победе, 3 пораза и 0 нерешених утакмица, чиме је тим освојио 4 бода у табели.
Након пада комунистичког режима 1989. године, пољска национална хокејашка репрезентација почела је полако да пада на међународној сцени. Последњи пут су се појавили на Олимпијским играма 1992. године, где су завршили на једанаестом месту од дванаест тимова. Током 1990-их, прва два играча рођена и тренирана у Пољској изабрана су на НХЛ драфту: Маријуш Черкавски је изабран 1991. године од стране Бостон бруинса, а Кшиштоф Олива 1993. године од Њу Џерзи девилса. Олива је 2000. године освојио Стенлијев куп са Девилсима, постајући први и једини Пољак који је то постигао.
Пољска је претпоследњи пут наступила на елитном нивоу Светског првенства 2002. године, где је завршила на четрнаестом месту и испала у нижу дивизију. Потом је остала у Дивизији I све до 2018. године, када је испала у Дивизију IБ, што је био најнижи ниво на ком је икада играла. Пољаци су се коначно вратили у елитни ниво након што су завршили као другопласирани у групи А 2023. године. Пољска је 2024. године наступила на Светском првенству после 22 године. Заузели су последње место са само једним освојеним бодом и вратили се у Дивизију IA.

## Резултати на европским првенствима
- 1926. - 6. место
- 1927. - 4. место
- 1929. - 2. место и сребрна медаља

## Резултати на олимпијским играма
- 1928. - 10. место
- 1932. - 4. место
- 1936. - 9. место
- 1948. - 7. место
- 1952. - 6. место
- 1956. - 8. место
- 1964. - 9. место
- 1972. - 6. место
- 1976. - 6. место
- 1980. - 7. место
- 1984. - 8. место
- 1988. - 10. место
- 1992. - 11. место

## Резултати на светским првенствима
| - 1930. - 5. место - 1931. - 4. место - 1933. - 7. место - 1934. - Нису учествовали - 1935. - 10. место - 1937. - 8. место - 1938. - 7. место - 1939. - 6. место - 1947. - 6. место - 1949-1954 - Нису учествовали - 1955. - 7. место - 1957. - 6. место - 1958. - 8. место - 1959. - 11. место - 1961. - 13. место (5. у Групи Б) - 1962. - Нису учествовали - 1963. - 12. место (4. у Групи Б) - 1964. - 9. место (1. у Групи Б) - 1965. - 9. место (1. у Групи Б) - 1966. - 8. место - 1967. - 9. место (1. у Групи Б) - 1969. - 8. место (2. у Групи Б) - 1970. - 6. место - 1971. - 8. место (2. у Групи Б) - 1972. - 7. место (1. у Групи Б) |  | - 1973. - 5. место - 1974. - 5. место - 1975. - 5. место - 1976. - 7. место - 1977. - 10. место (2. у Групи Б) - 1978. - 9. место (1. у Групи Б) - 1979. - 8. место - 1981. - 10. место (2. у Групи Б) - 1982. - 11. место (3. у Групи Б) - 1983. - 10. место (2. у Групи Б) - 1985. - 9. место (1. у Групи Б) - 1986. - 8. место - 1987. - 9. место (1. у Групи Б) - 1989. - 8. место - 1990. - 14. место (6. у групи Б) - 1991. - 12. место (4. у Групи Б) - 1992. - 12. место - 1993. - 14. место (2. у Групи Б) - 1994. - 15. место (3. у Групи Б) - 1995. - 15. место (3. у Групи Б) - 1996. - 17. место (5. у Групи Б) - 1997. - 17. место (5. у Групи Б) - 1998. - 23. место (7. у Групи Б) - 1999. - 23. место (7. у Групи Б) - 2000. - 20. место (4. у Групи Б) |  | - 2001. - 19. место (1. у Дивизији I, Група A) - 2002. - 14. место - 2003. - 19. место (2. у Дивизији I, Група A) - 2004. - 21. место (3. у Дивизији I, Група Б) - 2005. - 19. место (2. у Дивизији I, Група A) - 2006. - 21. место (3. у Дивизији I, Група Б) - 2007. - 20. место (2. у Дивизији I, Група A) - 2008. - 22. место (3. у Дивизији I, Група A) - 2009. - 23. место (4. у Дивизији I, Група Б) - 2010. - 22. место (3. у Дивизији I, Група Б) - 2011. - 23. место (4. у Дивизији I, Група Б) - 2012. - 24. место (2. у Дивизији I, Група Б) - 2013. - 24. место (2. у Дивизији I, Група Б) - 2014. - 23. место (1. у Дивизији I, Група Б) - 2015. - 19. место (3. у Дивизији I, Група А) - 2016. - 19. место (3. у Дивизији I, Група А) - 2017. - 20. место (4. у Дивизији I, Група А) - 2018. - 22. место (6. у Дивизији I, Група А) - 2019. - 24. место (2. у Дивизији I, Група Б) - 2020. − Отказано због Пандемије ковида 19 - 2021. − Отказано због Пандемије ковида 19 - 2022. - 21. место (1. у Дивизији I, Група Б) - 2023. - 18. место (2. у Дивизији I, Група А) - 2024. - 16. место - 2025. - 21. место (5. у Дивизији I, Група Б) |

## Статистика против осталих репрезентација
- Закључно са крајем 2011. године.

| Противник            | Ут  | П   | Н  | И   | ГД   | ГП   | ГР   |
| -------------------- | --- | --- | -- | --- | ---- | ---- | ---- |
| Норвешка             | 75  | 38  | 7  | 30  | 300  | 235  | +65  |
| Источна Немачка      | 69  | 32  | 12 | 25  | 278  | 234  | +44  |
| Финска               | 52  | 5   | 8  | 39  | 107  | 263  | -156 |
| Аустрија             | 51  | 25  | 3  | 23  | 176  | 151  | +25  |
| Немачка              | 53  | 16  | 7  | 30  | 159  | 188  | -29  |
| Румунија             | 47  | 39  | 5  | 3   | 310  | 86   | +224 |
| Швајцарска           | 47  | 19  | 7  | 21  | 157  | 166  | -9   |
| Француска            | 46  | 16  | 6  | 24  | 115  | 128  | -13  |
| Чехословачка         | 44  | 3   | 2  | 38  | 59   | 329  | -270 |
| Мађарска             | 41  | 27  | 6  | 8   | 159  | 81   | +78  |
| Италија              | 40  | 20  | 4  | 16  | 135  | 115  | +20  |
| Шведска              | 36  | 6   | 4  | 26  | 66   | 220  | -174 |
| Сједињене Државе     | 35  | 5   | 2  | 28  | 79   | 189  | -110 |
| Холандија            | 34  | 29  | 2  | 3   | 170  | 80   | +90  |
| Јапан                | 33  | 27  | 2  | 4   | 177  | 75   | +102 |
| Совјетски Савез      | 33  | 1   | 0  | 32  | 43   | 321  | -278 |
| Данска               | 31  | 18  | 4  | 9   | 140  | 100  | +40  |
| Канада               | 29  | 0   | 1  | 28  | 27   | 188  | -161 |
| Уједињено Краљевство | 25  | 9   | 2  | 14  | 77   | 89   | -12  |
| Украјина             | 22  | 2   | 1  | 19  | 34   | 82   | -48  |
| Југославија          | 21  | 19  | 1  | 1   | 139  | 53   | +86  |
| Летонија             | 17  | 3   | 0  | 14  | 32   | 62   | -40  |
| Словенија            | 15  | 6   | 0  | 9   | 38   | 43   | -5   |
| Белорусија           | 14  | 1   | 0  | 13  | 29   | 72   | -43  |
| Казахстан            | 13  | 1   | 1  | 11  | 31   | 58   | -27  |
| Естонија             | 12  | 10  | 1  | 1   | 55   | 24   | +31  |
| Литванија            | 10  | 7   | 0  | 3   | 49   | 17   | +32  |
| Кина                 | 6   | 6   | 0  | 0   | 79   | 11   | +68  |
| Словачка             | 6   | 0   | 1  | 5   | 10   | 36   | -26  |
| Белгија              | 5   | 4   | 1  | 0   | 29   | 6    | +23  |
| Хрватска             | 4   | 4   | 0  | 0   | 29   | 3    | +26  |
| Јужна Кореја         | 3   | 3   | 0  | 0   | 18   | 3    | +15  |
| Бугарска             | 2   | 2   | 0  | 0   | 27   | 2    | +25  |
| Србија               | 1   | 1   | 0  | 0   | 13   | 2    | +11  |
| Шпанија              | 1   | 1   | 0  | 0   | 4    | 1    | +3   |
| Чешка                | 1   | 0   | 1  | 0   | 2    | 2    | 0    |
| Укупно               | 963 | 400 | 91 | 472 | 3331 | 3689 | -358 |